# 社内処刑人〜彼女は敵を消していく〜
『社内処刑人〜彼女は敵を消していく〜』（しゃないしょけいにん かのじょはてきをけしていく）は、原作：タナカトモ、作画：つかさき有による日本の漫画作品。『ストーリーな女たち ブラック』（ぶんか社）にてVol.55（2021年11月11日発売）より連載中。
2024年4月より、関西テレビにてテレビドラマが放送された。

## 書誌情報
- タナカトモ（原作）・つかさき有（漫画） 『社内処刑人〜彼女は敵を消していく〜』 ぶんか社〈ぶんか社コミックス〉、既刊4巻（2024年6月17日現在）
  1. 2024年4月12日発売[3]、ISBN 978-4-8211-5800-3
  2. 2024年4月12日発売[4]、ISBN 978-4-8211-5801-0
  3. 2024年5月16日発売[5]、ISBN 978-4-8211-5816-4
  4. 2024年6月17日発売[6]、ISBN 978-4-8211-5820-1

## テレビドラマ
2024年4月19日（18日深夜）から6月21日（20日深夜）まで関西テレビの「EDGE」枠（関西ローカル）で放送された。主演は中村ゆりかと生駒里奈。

### キャスト

#### 主要人物
深瀬のぞみ（ふかせ のぞみ）
演 - 中村ゆりか（幼少期：浅井香風）
白馬不動産の派遣社員。
浅見ほのか（あさみ ほのか）
演 - 生駒里奈
白馬不動産の派遣社員。

#### 白馬不動産
早川うらら
演 - 水上京香
社員。ほのかをイジメている主な一人。
矢野恵子
演 - 河邑ミク
社員。ほのかをイジメている主な一人。
冴木雅代
演 - 宮地真緒
部長。
黒崎翔
演 - 岩男海史
社員。営業部のチーフ。
七瀬英樹
演 - 栗山英宜
人事部で働いている。

#### 周辺人物
副島陽太
演 - 猪塚健太（高校生時：椿原慧）
白馬不動産のビッグクライアント。
青田正義
演 - 納谷健
捜査一課の刑事。
峰岸英子
演 - 鈴木ゆうか（第3話 - ）
白馬不動産の元社員。5年前に突然会社から姿を消した。
白石沙希
演 - 川津明日香（第4話 - 、幼少期：浅井咲風）
白馬不動産の元社員。5年前に峰岸と同時期に突然会社から姿を消した。

### スタッフ
- 原作 - タナカトモ（原作）・つかさき有（漫画）『社内処刑人〜彼女は敵を消していく〜』（ぶんか社）
- 脚本 - ニシオカ・ト・ニール、藤平久子、灯敦生
- 音楽 - ポップしなないで
- 主題歌 - LOVE PSYCHEDELICO「Forgive me not」（ビクターエンタテインメント）[8]
- 挿入歌 - 中村ゆりか「Penalty」（テイチク エンタテインメント）
- 監督 - 石田陽希（関西テレビ）、玉木雄介、高杉考宏
- エグゼクティブプロデューサー - 吉條英希（関西テレビ）
- チーフプロデューサー - 米田孝（関西テレビ）
- プロデューサー - 石田陽希（関西テレビ）、清家優輝（ファインエンターテイメント）
- 制作著作 - 関西テレビ
- 制作協力 - ファインエンターテイメント

### 放送日程
| 話数   | 放送日  | サブタイトル                               | 脚本                 | 監督     |
| ------ | ------- | ------------------------------------------ | -------------------- | -------- |
| 第1話  | 4月19日 | 謎の悪女が社内を恐怖に追い込む…!!          | ニシオカ・ト・ニール | 石田陽希 |
| 第2話  | 4月26日 | 社内で首吊り…!裏で潜む戦慄の影             | ニシオカ・ト・ニール | 石田陽希 |
| 第3話  | 5月03日 | 遂に出た死者ー深くなる闇                   | 藤平久子             | 玉木雄介 |
| 第4話  | 5月10日 | 見えてきた過去、触れられない心の闇         | 灯敦生               | 玉木雄介 |
| 第5話  | 5月17日 | それぞれの目覚め、そして明らかになる犯人!! | ニシオカ・ト・ニール | 高杉考宏 |
| 第6話  | 5月24日 | 遂に明かされる!闇に葬られた“5年前の事件”   | 藤平久子             | 石田陽希 |
| 第7話  | 5月31日 | 復讐の始まり、切なすぎる悲劇               | 藤平久子             | 高杉考宏 |
| 第8話  | 6月07日 | もう一つの復讐、もう一つの悲劇             | 灯敦生               | 高杉考宏 |
| 第9話  | 6月14日 | 止まらない凶手…黒幕を追え!!                | 灯敦生               | 玉木雄介 |
| 最終話 | 6月21日 | 黒幕の正体は!? 復讐の終着点                | ニシオカ・ト・ニール | 石田陽希 |

| 関西テレビ EDGE                      | 関西テレビ EDGE                                                 | 関西テレビ EDGE                                         |
| 前番組                               | 番組名                                                          | 次番組                                                  |
| ------------------------------------ | --------------------------------------------------------------- | ------------------------------------------------------- |
| 極限夫婦 （2024年1月19日 - 3月22日） | 社内処刑人 〜彼女は敵を消していく〜 （2024年4月19日 - 6月21日） | そんな家族なら捨てちゃえば? （2024年7月19日 - 10月4日） |